# Phare de Calais
Le phare de Calais fut construit en 1848, électrifié en 1883 et automatisé en 1987. Son architecte fut Léonce Reynaud. Aujourd'hui il n'y a plus de gardien mais ce sont les techniciens des phares et balises qui veillent au bon fonctionnement du phare.
Il remplaça la tour du Guet du XIIIe siècle. En effet, à l'époque, on allumait un feu au sommet de la tour afin d'aiguiller les marins. Il est bâti près du centre-ville, ce qui est assez rare pour les phares. En France, ceux de Dunkerque, Ouistreham et La Rochelle notamment sont aussi dans ce cas. On accède à la lanterne par 271 marches.
Il fut partiellement détruit pendant la Seconde Guerre mondiale puisque la salle de la lanterne fut détruite.
De jour il se distingue des autres phares côtiers environnants par sa couleur blanche et le dessous de lanterne en noir.
Le phare fait l’objet d’un classement au titre des monuments historiques depuis le 19 avril 2011.
|                |
| Port de Calais |